# Johannes Steuchius
Johannes Steuchius (Jöns Steuch)  (uttalas ['stø:kɪɵs], [stök]) , född 3 januari 1676 i Härnösand, död 21 juni 1742 i Uppsala, var en svensk professor och ärkebiskop.

## Biografi
Johannes Steuchius var son till Mattias Steuchius, som var hans företrädare som ärkebiskop, och biskopsdottern Anna Tersera; fadern härstammande från den så kallade Bureätten. Efter studier i Härnösand blev han 1692 inskriven vid Uppsala universitet, och 1695 vid Lunds universitet, där fadern året innan blivit biskop. Steuchius blev magister i Uppsala 1700 och året därpå docent. Han begav sig sedan på peregrination i Tyskland (där han studerade vid Rostocks universitet), Frankrike, England och Holland. 
Vid hemkomsten fick han en docentur i filosofi i Uppsala, men redan året därpå, 1701, tog han anställning som professor och bibliotekarie vid Lunds universitet, och 1703 blev han föreståndare för ett studenthem. År 1707 återvände han till Uppsala, där han utsågs till professor i metafysik och logik samt extra ordinarie professor i teologi. Han prästvigdes 1709, och blev ett år senare professor i moral. År 1711 blev hans svärfar Haquin Spegel ärkebiskop. Hans far Mattias Steuchius, som blev ärkebiskop 1714, promoverade honom till teologie doktor 1719, och han fick samma år Näs som prebendepastorat. I egenskap av professor presiderade han över ett stort antal avhandlingar, varav flera handlade om landskapen Gästrikland, Gotland, Skara, Uppland, eller handlade om etnicitet. När han var teologie professor handlade flera avhandlingar om teologi, något som inte alltid behövde vara fallet.
Steuchius lämnade det akademiska livet 1723, när han utnämndes till superintendent i Karlstad stift. Där lät han uppföra domkyrkan. År 1730 utnämndes han till biskop över Linköpings stift, men hann inte tillträda posten eftersom han blev vald till sin fars efterträdare som ärkebiskop samma år. Därmed blev han också prästståndets talman i riksdagen och prokansler för Uppsala universitet. Han adlades vid Ulrika Eleonoras kröning jämte sina syskon för faderns förtjänster år 1719, under namnet Steuch, men bibehöll sitt ofrälse efternamn eftersom han kvarblev i kyrkans tjänst. Steuchius tog dock introduktion på Sveriges riddarhus.
Under Johannes Steuchius tid som ärkebiskop fördes en tämligen strikt ortodox hållning inom kyrkan, då han lät införa en lag om ingripande vid blotta misstanken om att någon annan religion utövades än den svenska, en lag som försökte motarbeta radikalpietismen. Detta är den strängaste religionslagstiftning Sverige har haft. Såsom talman för prästeståndet fick han prästerna att ta parti för Arvid Horn och var ledare för mössfraktionen. Steuchius lät också ombygga ärkebiskopsgården i Uppsala.

### Familj
Han gifte sig 24 augusti 1705 med Elisabet Spegel (1688–1720), dotter till ärkebiskop Haquin Spegel och Anna Schultin. De fick tillsammans barnen Anna Margareta Steuch (1706–1723), Christina Maria Steuch (1708–1739) som var gift med kammarherren Reinhold Cedercreutz och lagmannen Carl Wattrang, Matthias Steuch (1709–1722), Ulrica Steuch (1712–1712), Jacob Steuch (1713–1714), Eva Elisabeth Steuch (1715–1715), Elisabeth Steuch (1716–1724) och Ulrica Steuch (1719–1719).
Steuchius gifte sig andra gången 8 juni 1724 med Ulrica Eleonora Franc (1687–1725), dotter till landshövdingen Peder Franc i Södermanlands län och Catharina Oljeqvist. De fick tillsammans kammarherren Jöns Steuch (1725–1769).
Båda hustrurna hade adlats för sina fäders förtjänster, men ätten Spegel introducerades inte på Riddarhuset eftersom den endast bestod av kvinnor.